# Deep Dark Canyon
Deep Dark Canyon é um filme estadunidense de 2012 dos gêneros drama e thriller. Dirigido e escrito pelos cineastas Abe Levy e Silver Tree,  estrelado por Ted Levine, Nick Eversman e Spencer Treat Clark.

## Elenco
- Ted Levine .. Sheriff Bloom Towne
- Spencer Treat Clark .. Nate Towne
- Nick Eversman .. Skyler Towne
- Martin Starr .. Lloyd Cavanaugh
- Michael Bowen  .. Randy Cavanaugh
- Matthew Lillard .. Jack Cavanaugh
- Justine Bateman .. Cheryl Cavanaugh
- Greg Cipes .. Guthrie Cavanaugh
- Abraham Benrubi .. Michael Spencer
- Nicolas Christenson .. Tony Cavanaugh
- Brandon Barrera .. Eric Cavanaugh
- Micha Borodaev .. Larry Cavanaugh
- Amaryllis Borrego .. Roberta